# Lapônia (província da Suécia)

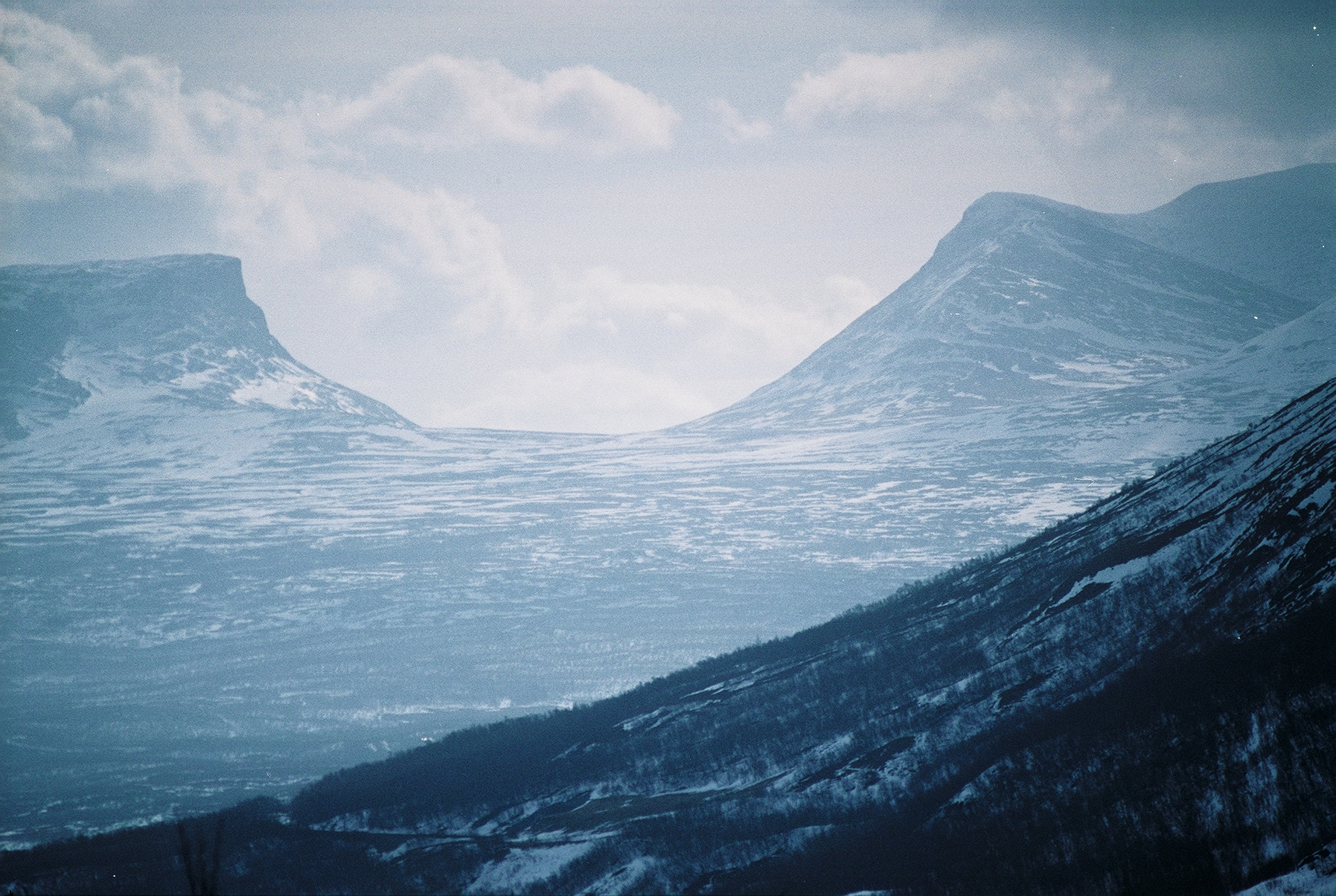
O Passo de Lapporten

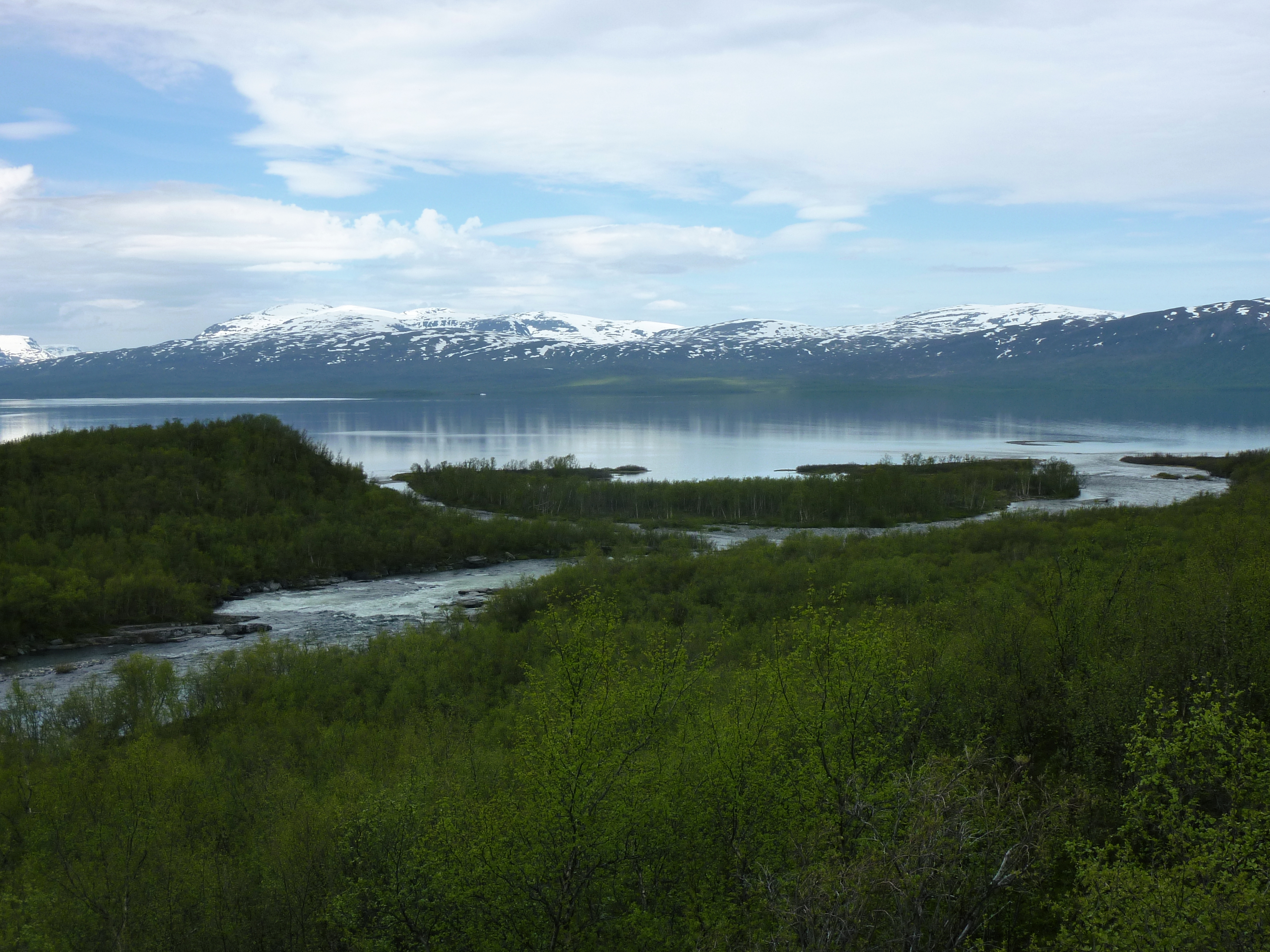
Rio Abisko e Lago Torne

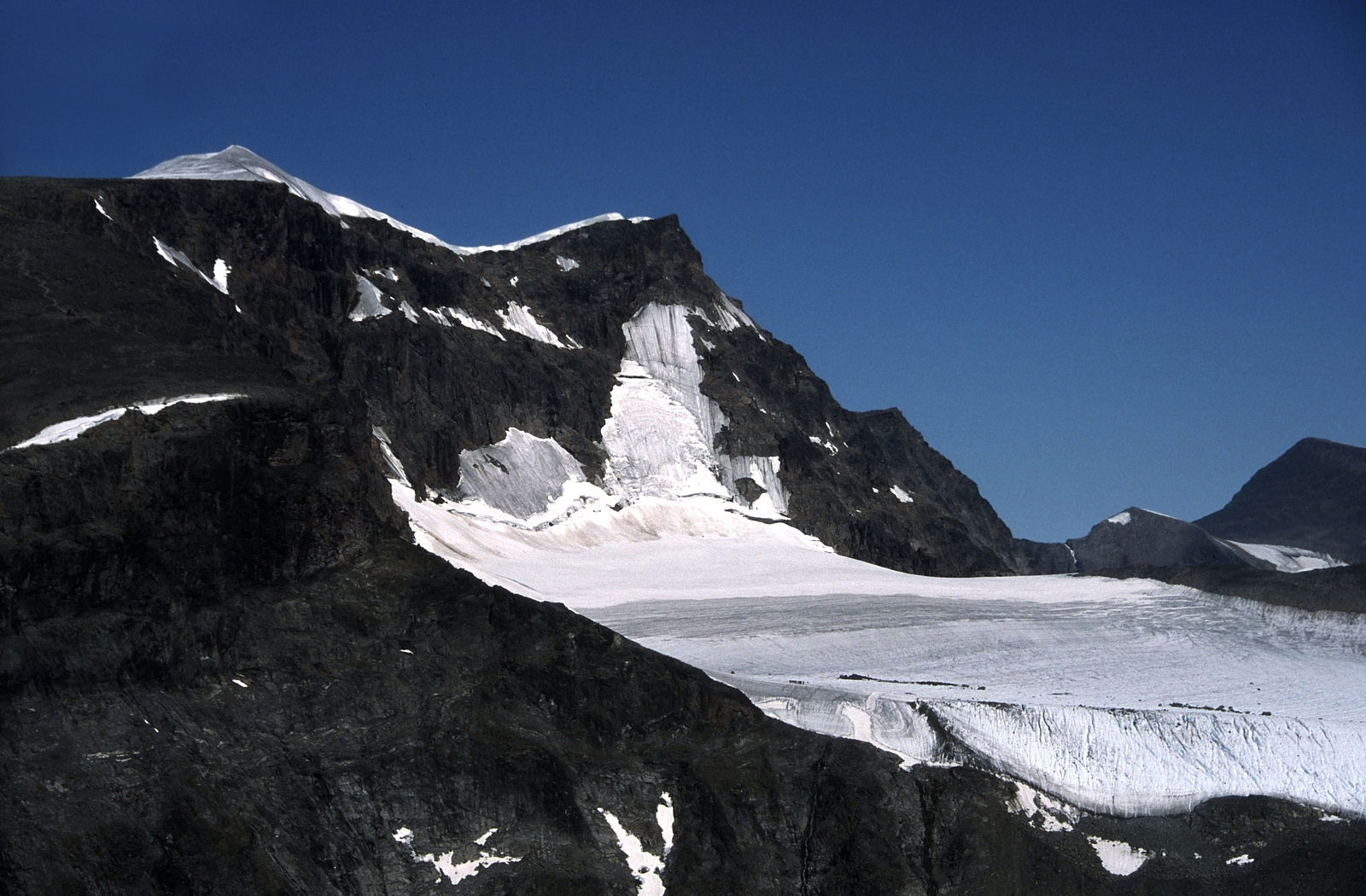
A montanha gelada de Kebnekaise

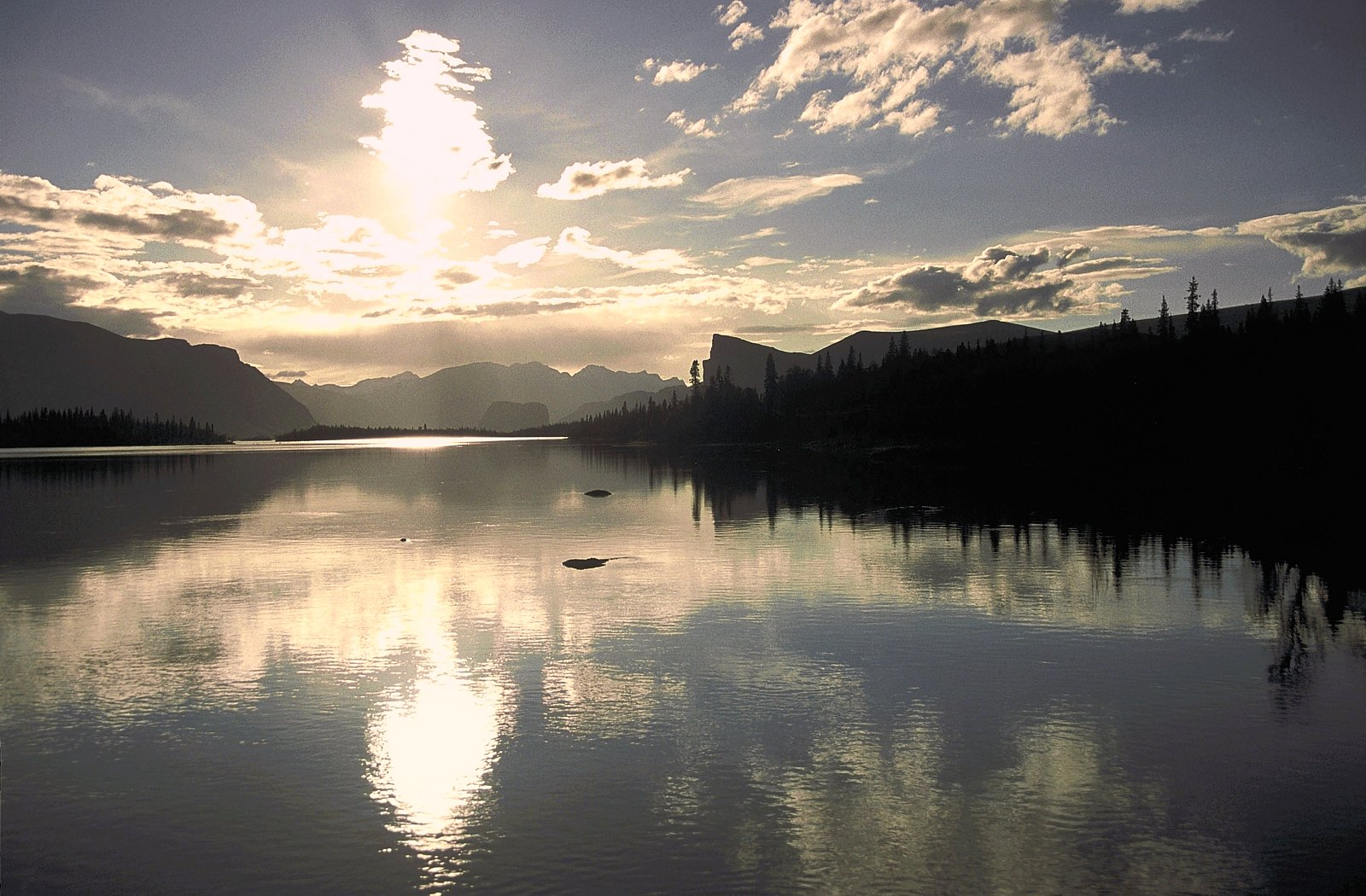
O parque nacional de Sarek

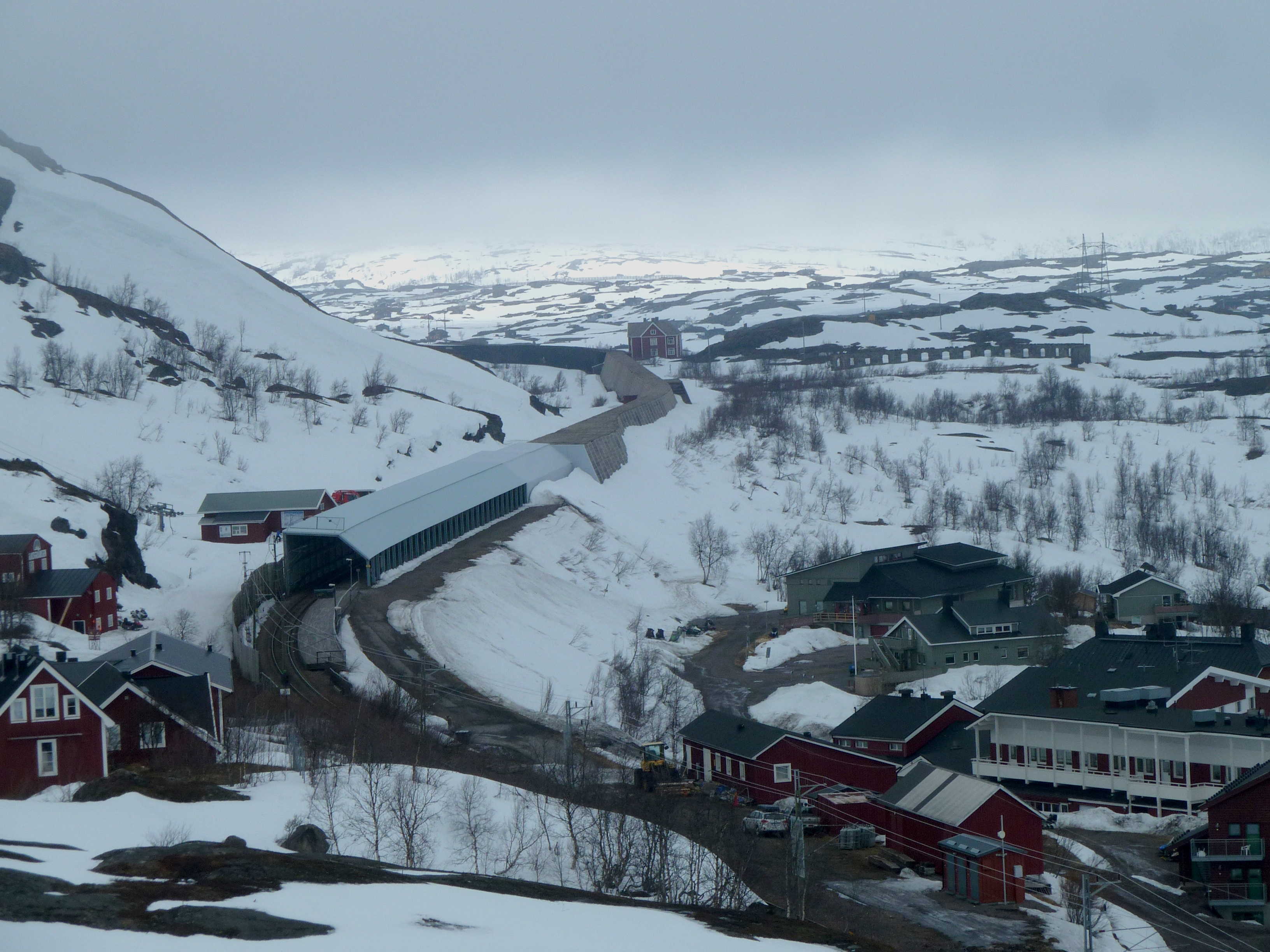
A estação ferroviária de Riksgränsen

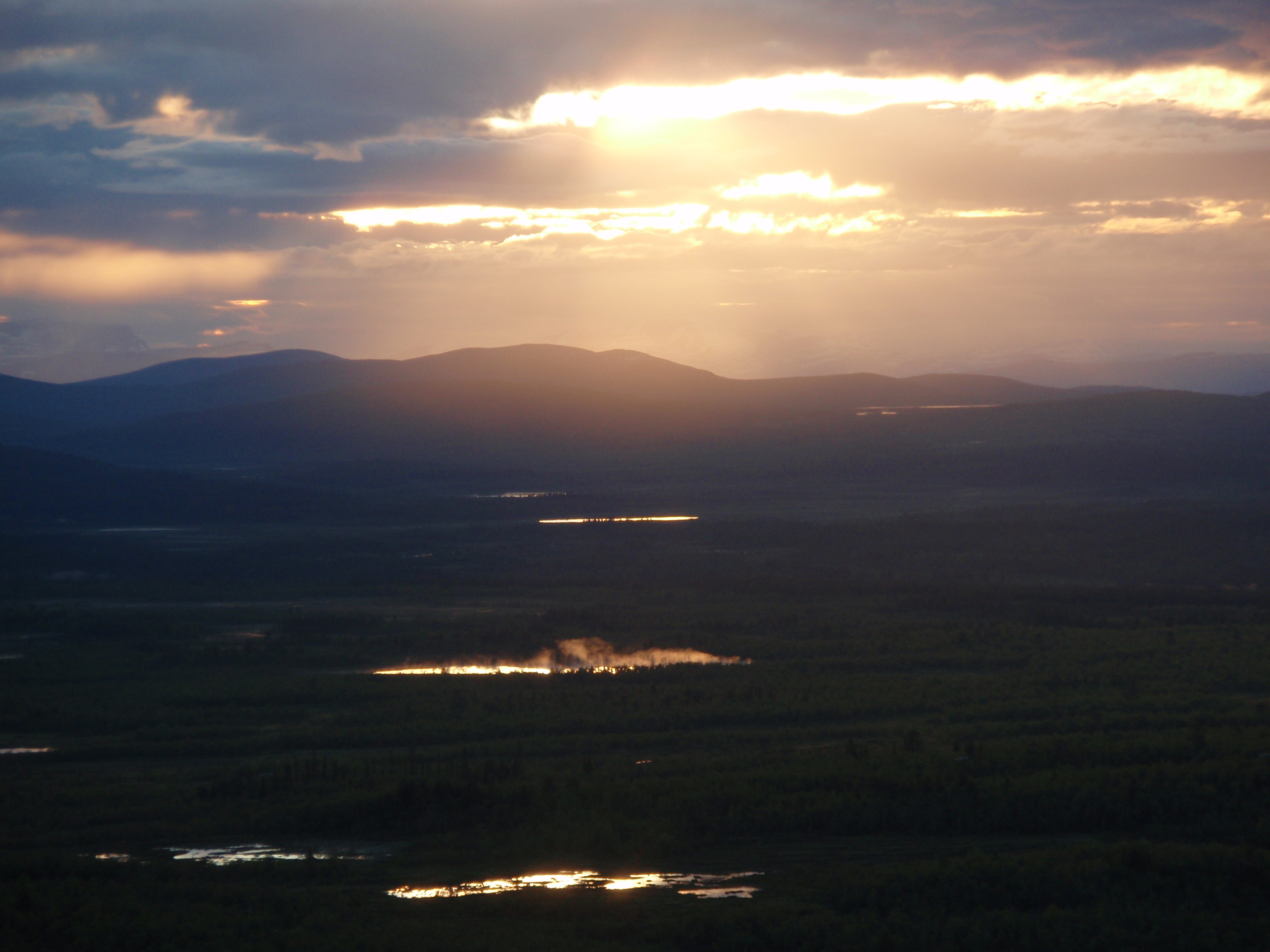
Sol da meia-noite em Kiruna

A Lapônia (português brasileiro) ou Lapónia (português europeu) (em sueco:  Lappland;  PRONÚNCIA SUECA) é uma província histórica da Suécia. Está localizada no noroeste da região histórica da Norrrland, e faz fronteira com a Noruega e a Finlândia.

É a maior província do país, abrangendo mais de ¼ da sua superfície. Tem uma população de 87 744 habitantes (2023), dos quais cerca de 9 000 são lapões, e um número incerto pertence à minoria de língua finlandesa dos fino-suecos.

Segundo a tradição histórica, era habitada maioritariamente por lapões, até à colonização sueca, exploração mineira e cristianização dos lapões, sobretudo a partir do século XVII.

Ao contrário do resto da Suécia, a identidade regional dos habitantes das províncias históricas da Lapónia - Norrbotten e Västerbotten - não está focada nessas províncias, mas sim nos condados atuais de Norrbotten e Västerbotten.

Como província histórica, a Lappland não possui funções administrativas, nem significado político, mas está diariamente presente nos mais variados contextos, como por exemplo em Lapplands kommunalförbund (Associação comunal escolar da Lapónia),  Lapplands Gymnasium (Escola secundária da Lapónia) e Lapplands Djurklinik (Clínica veterinária da Lapónia).

## Etimologia
O topónimo Lappland deriva de lapp (o antigo nome do povo nativo da região – os Lapões) e land (terra), significando por consequência "Terra dos Lapões".  
A província está mencionada em sueco antigo como Lappalandh, em 1526, e como Lapland, em 1606.
Em textos em português costuma ser usada a forma aportuguesada ”Lapónia” ou ”Lapônia”. 

| “ | …o contexto que levou o humanista português a interessar-se pela Lapónia e pelos Lapões e a escrever sobre isso… | ” |

## Condados atuais
A província histórica da Lapónia foi dividida em três partes - sendo a parte norte integrada no condado de Norrbotten, a parte sul no condado de Västerbotten, e uma pequena parte no condado da Jämtland.

Província histórica da Lapónia
Província histórica de Norrbotten
Província histórica de Västerbotten
Província histórica da Ångermanland
Condado de Norrbotten
Condado de Västerbotten

## História
Originalmente habitada pelos lapões e por grupos de kvenos, foi sucessivamente colonizada pelos suecos, sobretudo nos séculos XII e XVII. Numa carta do rei Magno II, datada de 1340, está determinado que todos aqueles que sejam cristãos podem estabelecer-se na Lapónia, desde que paguem imposto ao rei. Apesar disso, a população continuou a ser praticamente toda lapónica até ao século XVII, pelo que o rei Carlos XI, em 1673, estabeleceu privilégios especiais para todos aqueles que quisessem ir viver na Lapónia. Em 1695, o mesmo rei decretou que os "novos habitantes não deviam ocupar todos os terrenos disponíveis".

## Heráldica

O brasão de armas com o ”homem selvagem” - a cor preta - esteve presente no funeral do rei Carlos IX em 1612.     Mais tarde, em 1949, o brasão ganhou a sua configuração atual, com  o ”homem selvagem” - a cor vermelha – contra um fundo prateado.

## Geografia
É a maior província histórica da Suécia, ocupando cerca de um quarto de todo o país, com uma área ligeiramente superior a Portugal. Localizada no norte do país, faz fronteira com a Finlândia e a Noruega, e tem limites com as províncias suecas de Norrbotten, Västerbotten, Ångermanland e Jämtland.

É uma província de montanhas no lado oeste – os Alpes Escandinavos – e de planaltos no lado leste. Todas as altas montanhas suecas com mais de 2 000 metros de altura estão precisamente localizadas dentro da Lapónia. A paisagem é dominada pelas enormes florestas de coníferas e pela tundra.

A Lapónia sueca é atravessada pelo Círculo Polar Ártico a sul da cidade de Jokkmokk.

| - Limites: Norte – Finlândia, Leste – Norrbotten e Västerbotten, Sul – Jämtland e Ångermanland, Oeste – Noruega - Condados: Norrbotten, Västerbotten e Jämtland (pequena parte) - Montanhas: A montanha mais alta é Kebnekaise, com 2 104 metros. Outras montanhas: Sarek e Kaskasa - Rios: Torne, Cálix, Lule, Pite, Skellefte, Vindel, Ume, Angermano e Muonio. - Lagos: Torne, Hornavan, Udjaur - Cidades: Kiruna, Gällivare, Lycksele, Arvidsjaur, Vilhelmina - Comunas: Arjeplog, Arvidsjaur, Dorotea, Gällivare, Jokkmokk, Kiruna, Lycksele, Malå, Sorsele, Storuman, Vilhelmina, Åsele |

### Maiores centros urbanos
Atualizado a 21 de setembro de 2024
As maiores cidades e localidades da Lapónia são (2020):

| 1. Kiruna (17513) 2. Gällivare (10929) 3. Lycksele (8660) 4. Arvidsjaur (4457) 5. Vilhelmina (3356) 6. Jokkmokk (2766) 7. Storuman (2135) 8. Malå (1995) 9. Arjeplog (1701) 10. Åsele (1678) 11. Dorotea (1320) 12. Sorsele (1113) 13. Malmberget (927) |

### Comunas
| - Arjeplog - Arvidsjaur - Dorotea - Gällivare - Jokkmokk - Kiruna - Lycksele - Malå - Sorsele - Storuman - Vilhelmina - Åsele |

### Símbolos da Lapónia
}}

## Comunicações
A província da Lapónia é atravessada de norte a sul pela estrada europeia E45 (Dorotea, Arvidsjaur, Jokkmokk e Gällivare), e transversalmente pelas estradas europeias E10  (Abisko, Kiruna e Gällivare) e  E12 (Storuman e Lycksele).
A Linha do Minério (Malmbanan) permite o transporte de minérios da zona de Kiruna para as cidades portuárias de Luleå, na Suécia, e Narvik, na Noruega. A Linha Interna (Inlandsbanan) conecta o sul com o norte da província, passando por Dorotea, Storuman, Arvidsjaur, Jokkmokk, Gällivare e Kiruna
Existem aeroportos em Arvidsjaur, Gällivare e Kiruna.

## Economia
A Lapónia tem grandes recursos naturais – florestas, energia hidráulica, ferro e outros minérios. 
Há centrais hidroelétricas em muitos rios, entre as quais a barragem de Harsprånget e a barragem de Porjus no rio Luleälven.                                                                                     Nos jazigos de ferro em Kiruna e Gällivare é extraído minério de ferro que é transportado por via férrea para Luleå na Suécia ou para Narvik na Noruega.                                                                                       Em algumas partes, o povo indígena dos Lapões dedica-se à criacão de renas.

## Património histórico, cultural e natural
Alguns pontos turísticos mais procurados atualmente são:
- Passo de Lapporten
- Área da Lapónia (Património mundial da UNESCO)
- Parque Nacional de Sarek (Na Área da Lapónia)
- Parque nacional de Abisko
- Parque nacional de Padjelanta (Na Área da Lapónia)
- Hotel de gelo de Jukkasjärvi
- Mercado de inverno de Jokkmokk[28]
- Aurora boreal
- Sol da meia-noite
- Parque Nacional Muddus (Na Área da Lapónia)
- Ájtte, Museu das Montanhas e dos Lapões (Museu das Montanhas e dos Lapões em Jokkmokk)
- Kungsleden (Percurso pedestre entre Abisko e Hemavan)
- Mina de Kiruna[28]
- Esrange (Centro de pesquisa e lançamento de foguetes) [28]
- Jardim zoológico de Lycksele (Só com animais nórdicos; lobo, urso, raposa-do-ártico, boi-almiscarado,...)[28]
- Aldeia pré-histórica de Vuollerim (Idade da pedra)[28][29]
- Parque nacional de Stora Sjöfallet (Na Área da Lapónia)
- Parque nacional de Björnlandet
- Parque nacional do Monte Vadve
- Parque nacional de Pieljekaise

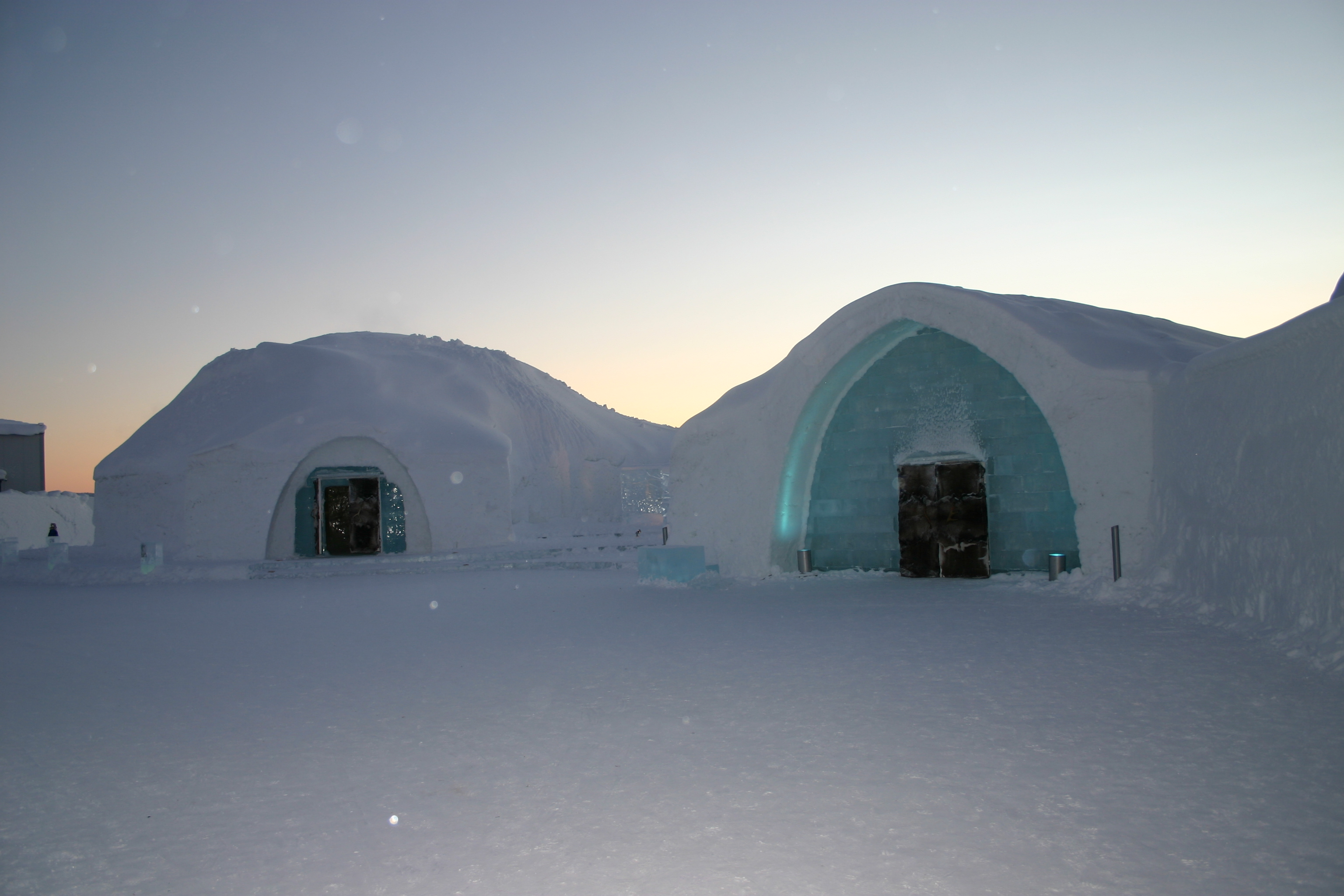
Hotel de gelo de Jukkasjärvi
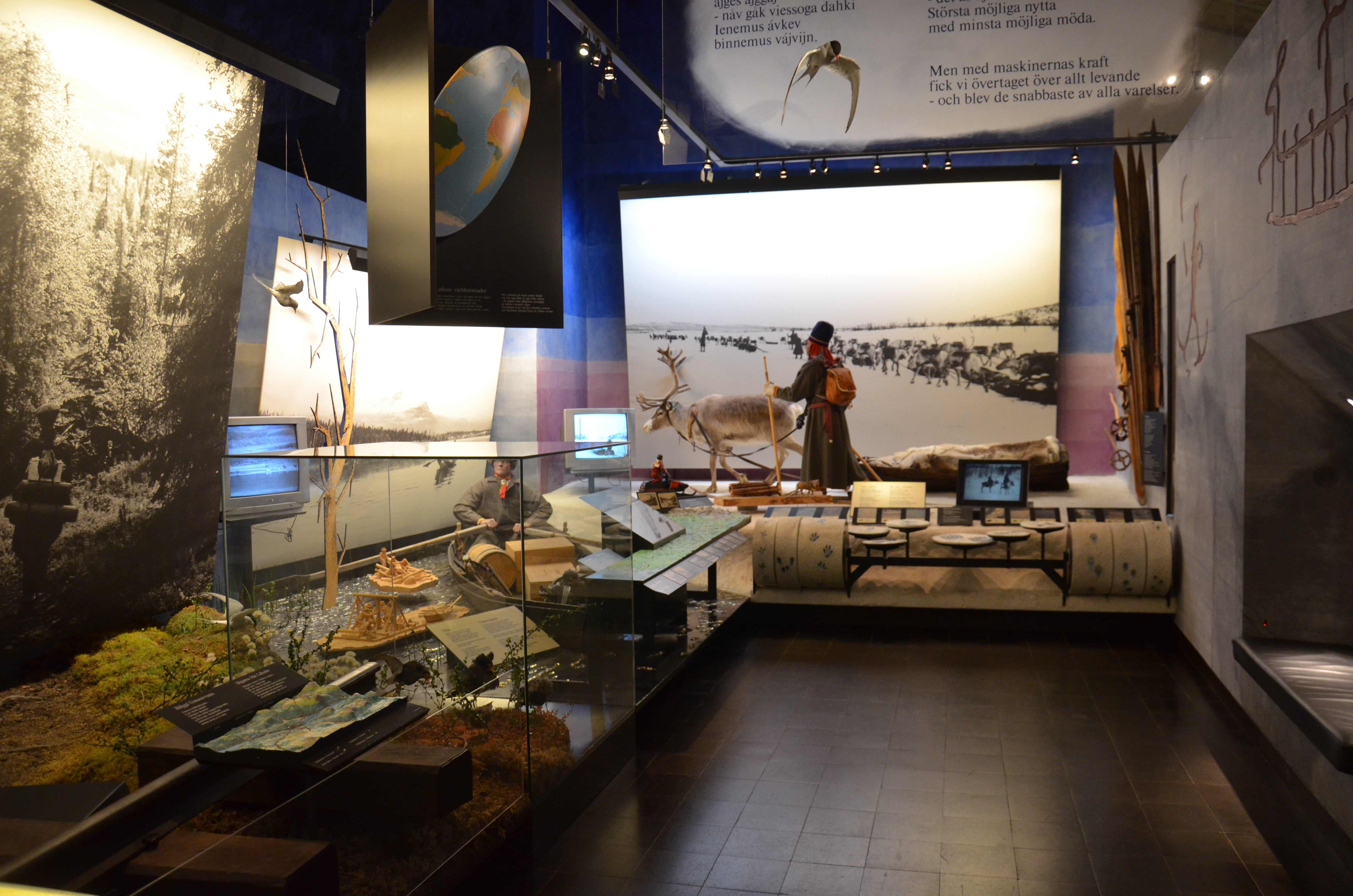
Ájtte, Museu das Montanhas e dos Lapões, em Jokkmokk
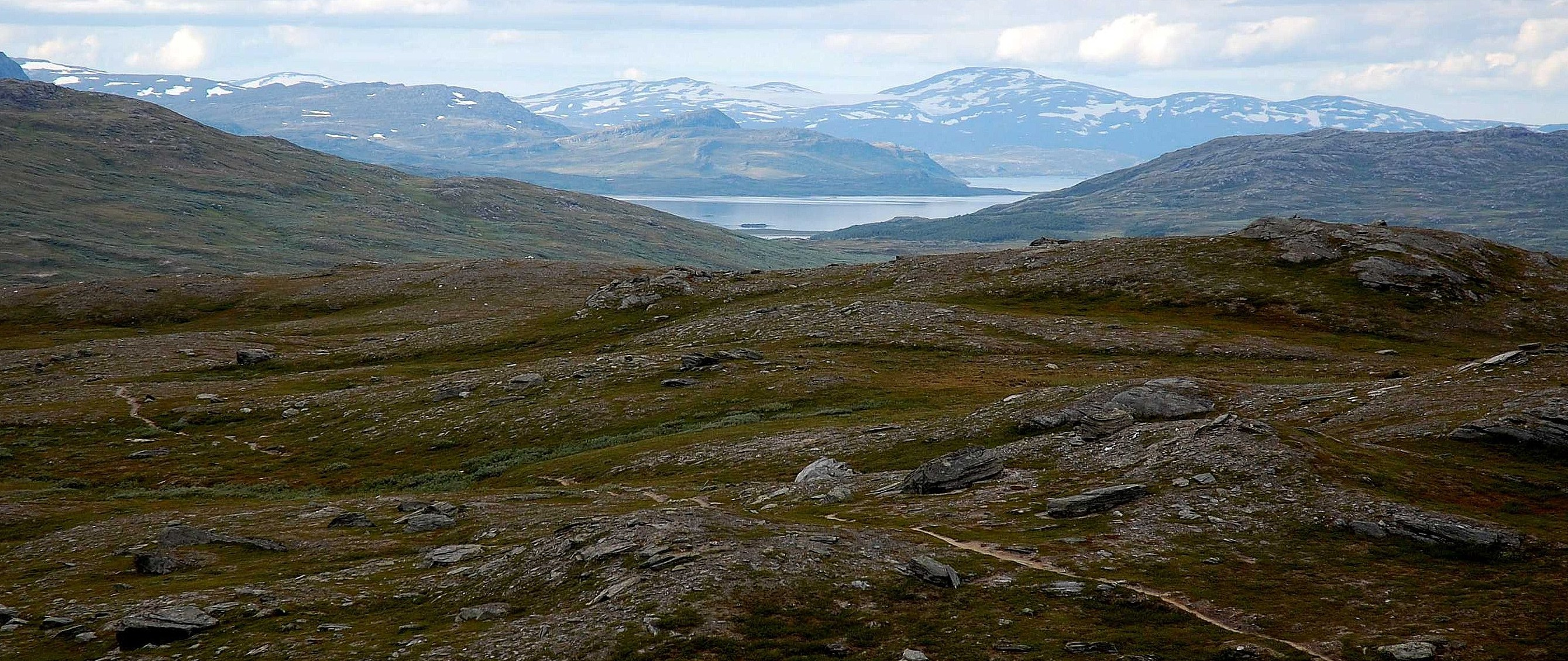
Trilho de Padjelanta, com 150 km em terreno selvagem
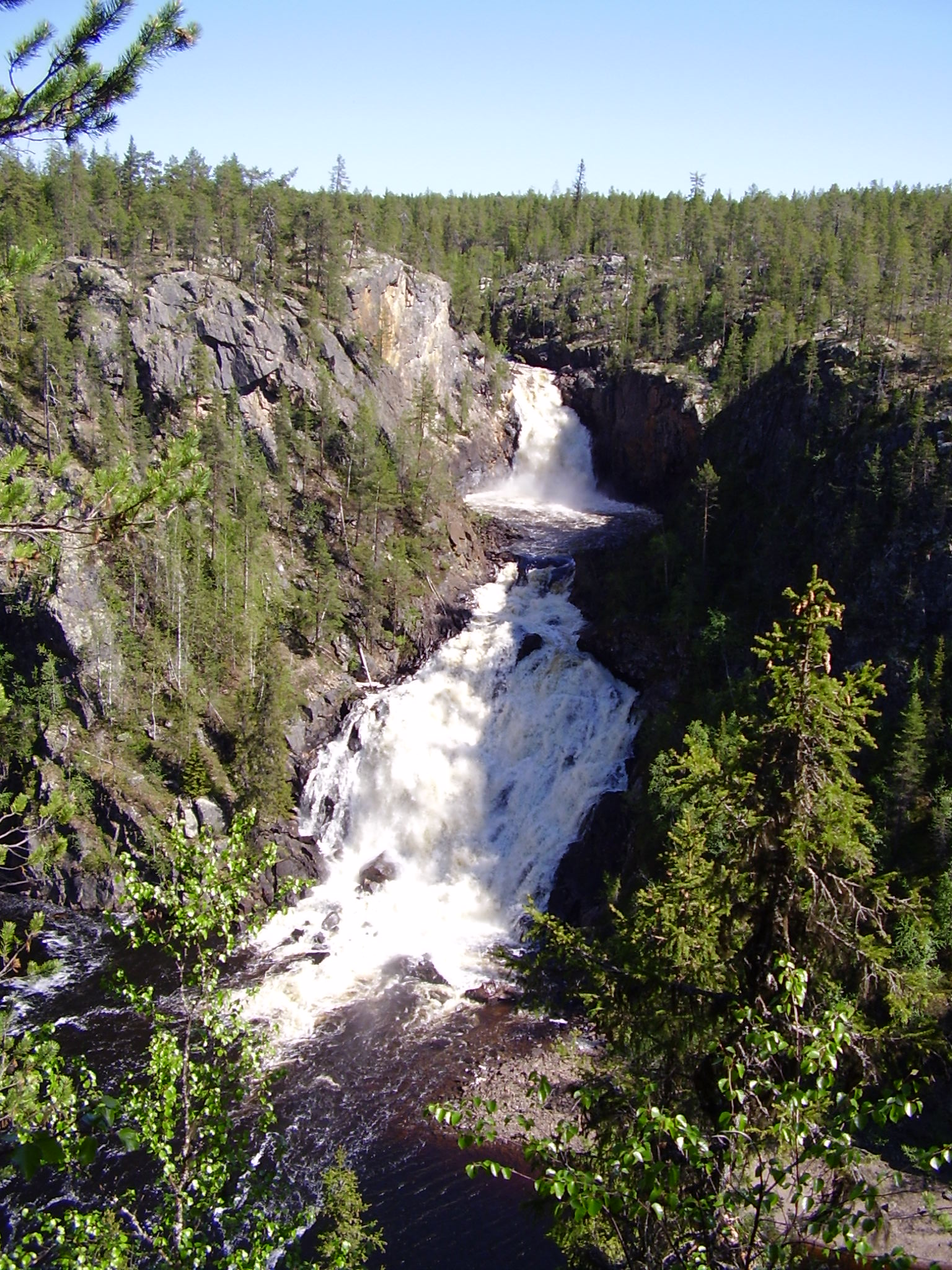
Parque Nacional Muddus, o maior parque florestala da Suécia